# Zimske mladinske olimpijske igre
Zimske mladinske olímpijske ígre so mednarodni športni dogodek, ki ga organizira Mednarodni olimpijski komite (MOK) vsaka štiri leta za športnike, stare od 14 do 18 let. Prva različica je potekala v Innsbrucku v Avstriji od 13. do 22. januarja 2012. Idejo o takem dogodku je leta 1998 predstavil Avstrijec Johann Rosenzopf. 
| Izvedba | Leto | Gostitelj   | Država gostiteljica | Odprta                         | Pričetek    | Zaključek   | Št. reprezentanc  | Št. tekmovalcev   | Discipline | Št. dogodkov | Največ medalj     | Sklic |
| ------- | ---- | ----------- | ------------------- | ------------------------------ | ----------- | ----------- | ----------------- | ----------------- | ---------- | ------------ | ----------------- | ----- |
| I       | 2012 | Innsbruck   | Avstrija            | Predsednik Heinz Fischer       | 13. januar  | 22. januar  | 69                | 1059              | 7          | 63           | Nemčija           | [ 1 ] |
| II      | 2016 | Lillehammer | Norveška            | Kralj Harald V                 | 12. februar | 21. februar | 71                | 1100              | 7          | 70           | ZDA               | [ 2 ] |
| III     | 2020 | Lausanne    | Švica               | Predsednik Simonetta Sommaruga | 9. januar   | 22. januar  | 79                | 1872              | 8          | 81           | Rusija            | [ 3 ] |
| IV      | 2024 | Gangwon     | Južna Koreja        |                                | 19. januar  | 2. februar  | Prihodnji dogodek | Prihodnji dogodek |            |              | Prihodnji dogodek |       |